# Véronique Champeil-Desplats
 (avril 2025).
Pour les articles homonymes, voir Champeil.
Véronique Champeil-Desplats est professeur de droit public à l’Université Paris-Nanterre.

## Biographie
Véronique Champeil-Desplats est originaire de Tonneins.
Elle est l'auteur d'une thèse de doctorat en droit public sur "Les principes fondamentaux reconnus par les lois de la République - Principes constitutionnels et justification dans les discours juridiques" réalisé sous la direction du professeur Michel Troper et soutenue en 1997. Elle est reçue au concours de l'agrégation en droit public en 2002.
Ses principaux travaux sont axés sur la théorie et la méthodologie du droit (interprétation et argumentation juridiques), la théorie générale des droits de l’homme et des libertés fondamentales, les droits de l’homme et libertés économiques, et la justice constitutionnelle.
À l'Université Paris-Nanterre, elle est membre du Centre de Théorie et d'Analyse du Droit. Elle y a été responsable du Centre de recherches et d'études sur les droits fondamentaux (CREDOF) entre 2006 et 2015, et coresponsable du Master « Droits de l’homme » . Elle est également membre du Conseil national des universités (CNU), section 02, depuis 2010.

## Principaux ouvrages
- Les principes fondamentaux reconnus par les lois de la République - Principes constitutionnels et justification dans les discours juridiques, Paris, Editions Economica, Collection droit public positif, 2001.
- Théorie des contraintes juridiques, (avec Michel Troper, Christophe Grzegorczyk, - dir.), L.G.D.J., 2005.
- L’architecture du droit. Mélanges en l’honneur de Michel Troper, en codirection avec Pierre Brunet, Denys de Béchillon, Eric Millard, Paris, Economica, 2006.
- Frontières du droit, critique des droits. Billets d’humeur en l’honneur de Danièle Lochak, en codirection avec Nathalie Ferré, Paris, L.G.D.J., 2007.
- Norberto Bobbio : pourquoi la démocratie, Michel Houdiard éditeur, mars 2008.
- Méthodologies du droit et des sciences du droit, Méthodes du droit, Dalloz, 2014.